# 貝﨑佳祐
貝﨑 佳祐（かいざき けいすけ、1987年7月3日 - ）は、岐阜県出身のサッカー指導者、元サッカー選手。現役時代のポジションはミッドフィールダー。

## 来歴
びわこ成蹊スポーツ大学ではサッカー部に所属。学位記授与式においては、4年間勉学とスポーツの文武両道に励んだ功績が称えられ、学業成績最優秀を受賞した。大学卒業後は筑波大学大学院へ進学。学業と並行してジョイフル本田つくばFCで選手としてプレーを続けた。
2012年、ガイナーレ鳥取のアシスタントコーチに就任。2013年から2015年まで松本山雅FCのテクニカルコーチを務めた。2016年に筑波大学蹴球部のコーチを1年間務めた後、2017年は再び松本でコーチを務めた。
2018年、V・ファーレン長崎のテクニカルコーチに就任。2020年12月21日、退任が発表された。
2021年シーズンよりベガルタ仙台のトップチームコーチに就任。2023年12月、契約満了に伴い退任が発表された。

## 所属クラブ・学歴
- 岐阜県立長良高等学校
- びわこ成蹊スポーツ大学
- 筑波大学大学院
- 2010年 - 2011年  ジョイフル本田つくばFC

## 個人成績
| 国内大会個人成績 | 国内大会個人成績 | 国内大会個人成績 | 国内大会個人成績 | 国内大会個人成績 | 国内大会個人成績 | 国内大会個人成績 | 国内大会個人成績 | 国内大会個人成績 | 国内大会個人成績 | 国内大会個人成績 | 国内大会個人成績 |
| 年度             | クラブ           | 背番号           | リーグ           | リーグ戦         | リーグ戦         | リーグ杯         | リーグ杯         | オープン杯       | オープン杯       | 期間通算         | 期間通算         |
| 年度             | クラブ           | 背番号           | リーグ           | 出場             | 得点             | 出場             | 得点             | 出場             | 得点             | 出場             | 得点             |
| 日本             | 日本             | 日本             | 日本             | リーグ戦         | リーグ戦         | リーグ杯         | リーグ杯         | 天皇杯           | 天皇杯           | 期間通算         | 期間通算         |
| ---------------- | ---------------- | ---------------- | ---------------- | ---------------- | ---------------- | ---------------- | ---------------- | ---------------- | ---------------- | ---------------- | ---------------- |
| 2006             | びわスポ大       | -                | -                | -                | -                | -                | -                | 0                | 0                | 0                | 0                |
| 2009             | びわスポ大       | 6                | -                | -                | -                | -                | -                | 0                | 0                | 0                | 0                |
| 2010             | つくば           | 5                | 茨城県2部        |                  |                  | -                | -                | -                | -                |                  |                  |
| 2011             | つくば           | 2                | 茨城県2部        |                  |                  | -                | -                | -                | -                |                  |                  |
| 通算             | 日本             | 日本             | 茨城県2部        |                  |                  | -                | -                | -                | -                |                  |                  |
| 通算             | 日本             | 日本             | 他               | -                | -                | -                | -                | 0                | 0                | 0                | 0                |
| 総通算           | 総通算           | 総通算           | 総通算           |                  |                  | -                | -                | 0                | 0                |                  |                  |

## 指導歴
- 2012年  ガイナーレ鳥取 アシスタントコーチ
- 2013年 - 2015年  松本山雅FC テクニカルコーチ
- 2016年  筑波大学蹴球部 コーチ
- 2017年  松本山雅FC コーチ
- 2018年 - 2020年  V・ファーレン長崎 テクニカルコーチ
- 2021年 - 2023年  ベガルタ仙台 コーチ
- 2024年 -   モンテディオ山形 コーチ